# Perenbladmineermot
De perenbladmineermot (Stigmella pyri) is een vlinder uit de familie dwergmineermotten (Nepticulidae). De wetenschappelijke naam is voor het eerst geldig gepubliceerd in 1865 door Glitz.
De soort komt voor in Europa.